# Nulato
Nulato é uma cidade localizada no estado americano de Alasca, no Distrito de Yukon-Koyukuk.

## Demografia
Segundo o censo americano de 2000, a sua população era de 336 habitantes.
Em 2006, foi estimada uma população de 302, um decréscimo de 34 (-10.1%).

## Geografia
De acordo com o United States Census Bureau, a localidade tem uma área de 116,0 km², dos quais 110,7 km² cobertos por terra e 5,3 km² cobertos por água.

## Localidades na vizinhança
O diagrama seguinte representa as localidades num raio de 104 km ao redor de Nulato.